# Nu suntem îngeri (film din 1955)
Nu suntem îngeri (titlu original: We're No Angels) este un film de Crăciun de comedie american din 1955 regizat de Michael Curtiz. Rolurile principale au fost interpretate de actorii  Humphrey Bogart, Peter Ustinov și Aldo Ray. Scenariul este scris de Ranald MacDougall pe baza piesei de teatru  My Three Angels de Samuel și Bella Spewack; piesă de teatru care, la rândul său, se bazează pe piesa de teatru franceză La Cuisine Des Anges de Albert Husson.

## Prezentare
Trei deținuți evadați (Humphrey Bogart, Peter Ustinov și Aldo Ray) și șarpele lor, Adolph, ajută un patron de magazin și pe soția sa să evite falimentul, dar și pe fiica lor, care își găsește dragostea adevărată chiar în Ajunul Crăciunului.

## Rezumat
Trei deținuți - Joseph, Albert și Jules - scăpă dintr-o închisoare aflată pe Insula Diavolului chiar înainte de Crăciun și se ascund într-un oraș colonial francez din apropiere. Cei trei ajung la magazinul familiei Ducotel - Felix, Amelie și fiica lor Isabelle - singurul magazin care vinde pe credit. Evadații observă că acoperișul are scurgeri și se oferă să-l repare. De fapt aceștia nu intenționează să-l repare, dar decid să rămână acolo, până la căderea nopții, pentru a fura haine și provizii și de a scăpa astfel de pe insulă cu ajutorul unei nave aflate în port. În magazin, ei află că familia are dificultăți financiare și își oferă serviciile pentru a-și ascunde șiretlicurile lor sinistre. Joseph chiar ajunge să vândă clienților produse de care nu au nevoie în folosul familiei Ducotel și falsifică dosarele de contabilitate pentru a da aparența că magazinul prosperă. Cu toate acestea, inimile celor trei infractori încep să se schimbe în bine după ce salvează cina de Crăciun a familiei: cea mai mare parte formată din obiecte furate (curcan, brad etc).
Andre Trochard, proprietarul magazinului și văr al lui Felix, locuiește în Paris dar vine în inspecție pe insulă cu nepotul său, Paul, de care Isabelle este îndrăgostită nebunește. Planul celor doi este să preia controlul magazinului din cauza lipsei profitului datorită vânzărilor pe credit. De asemenea, Paul este logodit cu o altă femeie, lucru care o dezamăgește pe Isabelle. Înainte ca planul împotriva familiei Ducotel să reușească, cei doi oamenii sunt mușcați de Adolphe -șarpele lui Albert, o viperă pe post de animal de companie- și aceștia mor aproape instantaneu. Isabelle găsește o altă iubire, iar familia este fericită că cei trei deținuți i-a ajutat să o scoată la capăt cu succes. În timp ce așteaptă la docuri să se îmbarce pe vapor, cei trei hotărăsc să se întoarcă la închisoare considerând că este mult mai rău în libertate și că oamenii sunt răi. În ultima scenă, în timp ce merg pe jos spre închisoare, cercuri de îngeri sfinți le apar deasupra capetelor celor trei... și în cele din urmă un alt cerc sfânt apare deasupra cuștii în care se află Adolphe.

## Distribuție
- Humphrey Bogart – Joseph
- Aldo Ray – Albert
- Peter Ustinov – Jules
- Joan Bennett – Amelie Ducotel
- Basil Rathbone – Andre Trochard
- Leo G. Carroll – Felix Ducotel
- John Baer – Paul Trochard
- Gloria Talbott – Isabelle Ducotel
- Lea Penman – Madame Parole
- John Smith – Arnaud

Roluri nemenționate:
- Jack Del Rio – Jandarm
- Joe Ploski – Inspector vamal
- Louis Mercier – Celeste
- George Dee – Antrenor
- Victor Romito – Jandarm
- Torben Meyer – Butterfly Man
- Paul Newlan – Căpitanul portului

## Refacere
Filmul a fost refăcut în 1989 având același titlu în original, în limba engleză, sub regia lui Neil Jordan, cu Robert De Niro, Sean Penn și Demi Moore în rolurile principale. Filmul din 1989, la rândul său, a fost refăcut în 2013 ca Romans, un film malayalam (India) regizat de  Boban Samuel.